# Transzközép irodalom
Transzközép irodalom (Transz-közép irodalom; a Transzközép) romániai magyar nyelvű irodalmi-művészeti irányzat és csoportosulás. A transzközép (transz-közép) megnevezést Sántha Attila és Bréda Ferenc alkotta meg 1991-ben Kolozsváron, a transz, a transzilván és az aranyközépút szavakból.

## Irodalmi megjelenése
1993-ban jelent a kolozsvári Echinox című irodalmi-művészeti egyetemi folyóiratban a Nagy Transzközép-Szám (Echinox, 1993/3) Bréda Ferenc és Sántha Attila szerkesztésében. Az összeállítás a Sántha Attila által fogalmazott első Transzközép-Kiáltványt, valamint a csoportosulás alapító tagjainak az írásait tartalmazta.

## Irányelvei
- az irodalmi sajátságosságok egyetemlegesítése
- "külcsín és belbecs"
- a tematikai érdekesség és a befogadói izgalmasság ismérvei
- a hivatalosított irodalmi-művészeti érték-rendszerek átvilágítása s kiegészítése (például Henri Charrière, Pillangó)
- a populáris irodalom és a szubkultúra kiértékelő méltányosítása (például Rejtő Jenő mint Max Reinhardt-tanítvány munkássága)
- humor, szellemesség és önirónia

## Szellemi mesterei
- François Villon, francia költő
- Faludy György, költő
- Rejtő Jenő, író
- Reinhold Alfréd, angol író és magyar költő

## Mentorai
- Méhes György, író, drámaíró
- Böszörményi Zoltán, író, költő, lap- és könyvkiadó
- Kertész Imre, irodalmi Nobel-díjas író
- Szőcs Géza, költő, irodalomkritikus, lap- és könyvkiadó, politikus
- Bréda Ferenc, író, költő, esszéíró, irodalomkritikus, irodalomtörténész

## Fórumai
1991-ben a transzközép-csoportosulás újraindította Kolozsváron a Gaál Gábor Irodalmi Kört. Egyed Péter indítványára a Gaál Gábor Kör 1993-tól a Bretter György Irodalmi Kör nevet vette föl. A transzközép irodalom sajtóorgánuma 1993 és 1995 között a Kolozsváron megjelenő Előretolt Helyőrség című irodalmi-művészeti folyóirat volt. 1995-től az Előretolt Helyőrség folyóirat az Erdélyi Híradó könyvkiadóval társulva könyvkiadóvá alakult át.

## Intézményesült formái
A transzközép-nemzedék vezető szerepet játszott az Erdélyi Magyar Írók Ligájának (E-MIL) a megalakulásában. Az Előretolt Helyőrség alkotói köre 2004-től kezdődően a Szépirodalmi Páholy megnevezést is fölvette.
1994 és 2004 között a kolozsvári Helikon című irodalmi folyóiratban Fekete Vince a Serény Múmia című oldalakat szerkesztette. 2002-ben Orbán János Dénes, Kovács Ferenc és Molnár Attila megalakították Kolozsváron a Bulgakovhoz címzett irodalmi kávéházat (Bulgakov Café, I. M. Klein / Virág utca 17), a transzközép irodalom eseményeinek további színhelyét.

## Kiemelkedő alkotói
- Orbán János Dénes, József Attila-díjas költő, író, irodalomkritikus
- Sántha Attila, költő, író, irodalomkritikus
- Fekete Vince, József Attila-díjas költő, író, irodalomkritikus, a csíkszeredai Székelyföld című irodalmi-művészeti folyóirat szerkesztője
- Kelemen Hunor, költő, író, irodalomkritikus, politikus
- Farkas Wellmann Endre, költő, író, szociológus
- Páll Zita, irodalomkritikus
- László Noémi, József Attila-díjas költő
- Lakatos Mihály, költő, író
- György Attila, költő, író
- Molnár Vilmos, író
- Lövétei Lázár László, József Attila-díjas költő
- Király Farkas, költő, irodalomkritikus, szerkesztő
- Király Zoltán, költő
- Nagy Koppány Zsolt, író, szerkesztő
- Szálinger Balázs, József Attila-díjas költő
- Ármos Lóránd, költő
- Muszka Sándor, költő
- Márkus András, költő
- Bálint Tamás, költő
- Varga Melinda, költő
- Pethő Lorand, költő
- Bencze Attila, költő, író, szerkesztő

## Vonzáskörébe tartozó alkotók
- Márton László, író, költő, irodalomkritikus
- L. Simon László, költő, író, irodalomkritikus, szerkesztő, könyvkiadó
- Karácsonyi Zsolt, költő, a kolozsvári Helikon című irodalmi folyóirat főszerkesztő-helyettese

## Transzközép szerzők és művek

### Orbán János Dénes
- Tragédiák és cipők (Egy évtized írásai). Alexandra, Pécs, 2006
- Búbocska (Ördögregény). 1. Kiadás: Médium – Erdélyi Híradó, Sepsiszentgyörgy, Kolozsvár, 2005., 2. kiadás: Alexandra, Pécs, 2006
- Orbán János Dénes legszebb versei. AB-Art, Pozsony, 2005
- Teakönyv (kötetlen írások, 1992–2002). Irodalmi Jelen Könyvek, Arad, 2003
- Anna egy pesti bárban (összegyűjtött versek). Magyar Könyvklub, Budapest, 2002
- Bizalmas jelentés egy életműről (Méhes György-monográfia), Erdélyi Híradó, Kolozsvár, 2001
- Párbaj a Grand Hotelben (versek 1993–1999). Erdélyi Híradó, Kolozsvár, 2000
- Vajda Albert csütörtököt mond (próza), 1. kiadás: Jelenkor Kiadó, Pécs, 2000, 2. kiadás Erdélyi Híradó, Kolozsvár, 2000
- Hivatalnok-líra (versek). Erdélyi Híradó, Kolozsvár, 1999
- A találkozás elkerülhetetlen (versek). Erdélyi Híradó, Kolozsvár, 1995
- Hümériáda (versek). Erdélyi Híradó, Kolozsvár, 1995

### Sántha Attila[2]
- Münchhausen báró csodálatos versei. Erdélyi Híradó, Előretolt Helyőrség Könyvek, Kolozsvár, 1995
- Az ír úr. Versek. Erdélyi Híradó, Kolozsvár, 1999
- Kemál és Amál. Versek. Ulpius-ház Könyvkiadó, Budapest, 2004
- Székely Szótár. Székely-magyar szótár. Havas Kiadó, Kézdivásárhely, 2004

### Fekete Vince[3]
- Parázskönyv. Versek, 1995
- Ütköző. Versek, 1996
- A Jóisten a hintaszékből. Válogatott és új versek, 2002
- Lesz maga juszt isa. Paródiák, szatírák, fabulák, 2004
- Csigabánat. Versek, 2008
- Udvartér, 2008

### Kelemen Hunor
- Minuszévek. Versek, Kriterion Könyvkiadó, Bukarest, 1995 – a kötet szövege a MEK-en található.
- A madárijesztők halála. Regény, Mentor kk., Marosvásárhely, 1999 – a kötet szövege a MEK-en található.
- A szigetlakó. Versek, Pallas Akadémia, Budapest, 2001 – a kötet szövege a MEK-en található

### Farkas Wellmann Endre
- A lelkiismeret aluljárói. Versek, Mentor kk., Marosvásárhely, 1997
- A vágy visszakézből. Versek, Erdélyi Híradó kk., Kolozsvár, 1999
- Kulipendium. Versek, Erdélyi Híradó kk., Kolozsvár, 1999
- Könnyűrulett. Kísérleti regény, Erdélyi Híradó kk., Kolozsvár, 2000

### György Attila[4]
- Ki olyan, mint a sárkány ? Rövidprózák, karcolatok, Kájoni Kiadó, Csíkszereda, 1995
- A boszorkányok feltámadása. Traktátus, Erdélyi Híradó, Kolozsvár, 1997
- Történetek a nyereg alól. Novellák, Pro-Print Kiadó, Csíkszereda, 2000
- Harminchárom. Történelmi regény, Magyar Könyvklub, Budapest, 2002
- Harcosok könyve. Irodalmi Jelen Könyvek, Arad, 2005

### Lövétei Lázár László[5]
- A névadás öröme. Versek, Előretolt Helyőrség, Kolozsvár, 1999
- Távolságtartás. Versek, 2000
- Két szék között. Versek, 2005